# 김성호 (1989년)
김성호(金成昊, 1989년 3월 14일 ~ )은 전 KBO 리그 SK 와이번스의 투수이다.

## 롯데 자이언츠시절
2012년 롯데 자이언츠의 3라운드 지명을 받아 입단하였다. 아마추어 시절 타자였으나 고등학교 3학년 때 투수로 전향하였다. 사이드암과 스리쿼터를 넘나드는 독특한 투구 폼을 가지고 있다.
2012년 4월 26일에 등에 생긴 담 증상으로 2군에 내려가게 되었다.

## 경찰 야구단시절
2013년에 입단하였다.

## 롯데 자이언츠복귀
2015년에 복귀하였다. 복귀 후 1군에서 단 한 경기도 출전하지 못하였고 결국 2016년 11월 30일에 방출되었다.

## SK 와이번스시절
2017년 시즌 후에 입단하였다.

## 별명
이국적인 외모와 콧수염 때문에 '산체스'라는 별명을 가지고 있다.

## 출신 학교
- 이수초등학교
- 경원중학교
- 덕수정보산업고등학교
- 동아대학교

## 통산 기록
| 연도 | 팀명  | 평균자책점 | 경기 | 완투 | 완봉 | 승 | 패 | 세 | 홀 | 승률 | 타자 | 이닝 | 피안타 | 피홈런 | 볼넷 | 사구 | 탈삼진 | 실점 | 자책점 |
| ---- | ----- | ---------- | ---- | ---- | ---- | -- | -- | -- | -- | ---- | ---- | ---- | ------ | ------ | ---- | ---- | ------ | ---- | ------ |
| 2012 | 롯데  | 10.80      | 3    | 0    | 0    | 0  | 0  | 0  | 1  | -    | 9    | 1.2  | 2      | 1      | 2    | 1    | 1      | 2    | 2      |
| 통산 | 1시즌 | 10.80      | 3    | 0    | 0    | 0  | 0  | 0  | 1  | -    | 9    | 1.2  | 2      | 1      | 2    | 1    | 1      | 2    | 2      |

## 참조
1. ↑  한국야구위원회, 2012 가이드북
2. ↑  이대호 (2012년 4월 13일). “'산체스' 김성호 지명 비화, "고교 땐 소리아노"”. OSEN. 2024년 9월 14일에 확인함.
3. ↑  '산체스' 김성호, 콧수염 싹둑 자르고 구위 회복 전념 - OSEN
4. ↑  '산체스' 김성호, 롯데 보류선수 명단 제외 - 연합뉴스
5. ↑  ‘돌아온 산체스’ 김성호, 다시 기르는 콧수염과 꿈 - OSEN
6. ↑  '산체스' 김성호 "박찬호 선배도 알아 봐 주더라" - 매일경제